# Tambana (ort)
Tambana är en ort i Gambia. Den ligger i regionen North Bank, i den västra delen av landet, 40 km öster om huvudstaden Banjul. Antalet invånare var 939 vid folkräkningen 2013.